# Noordkaper
De noordkaper (Eubalaena glacialis) is een walvis uit de familie van de echte walvissen (Balaenidae), een van de drie soorten uit het geslacht van de noordkapers (Eubalaena). Alle Eubalaena lijken sterk op elkaar en om die reden werden ze vroeger tot dezelfde soort gerekend.

## Leefgebied
De noordkaper komt voor in de subpolaire en gematigde streken van de Atlantische Oceaan op het noordelijk halfrond. Het dier leeft er van roeipootkreeften en zoöplankton, vooral van Calanus finmarchicus. 
Er bestaat een nauwe verwant in het noorden van de Stille Oceaan, de Grote Oceaannoordkaper. Die werd lang als ondersoort (Eubalaena glacialis japonica) beschouwd, maar volgens recentere inzichten gaat het om een aparte soort (Eubalaena japonica). E glacialis wordt ook wel de Noord-Atlantische noordkaper genoemd, E. japonica de Noord-Pacifische noordkaper.
De noordkaper kwam in het oosten van de Atlantische Oceaan voor van 23°NB tot de Noordkaap, maar lijkt daar inmiddels uitgestorven. De westelijke populatie kalft bij de kusten van Florida en Georgia. In de zomer leeft hij rond de Golf van Maine, de Fundybaai en komt soms zelfs naar de wateren rond IJsland en bij Noorwegen, waar het leefgebied overlapte met de verdwenen oostelijke populatie.

## Kenmerken

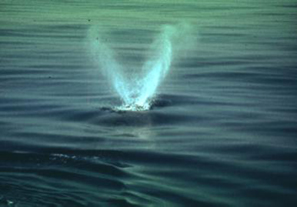
Spuitende noordkaper

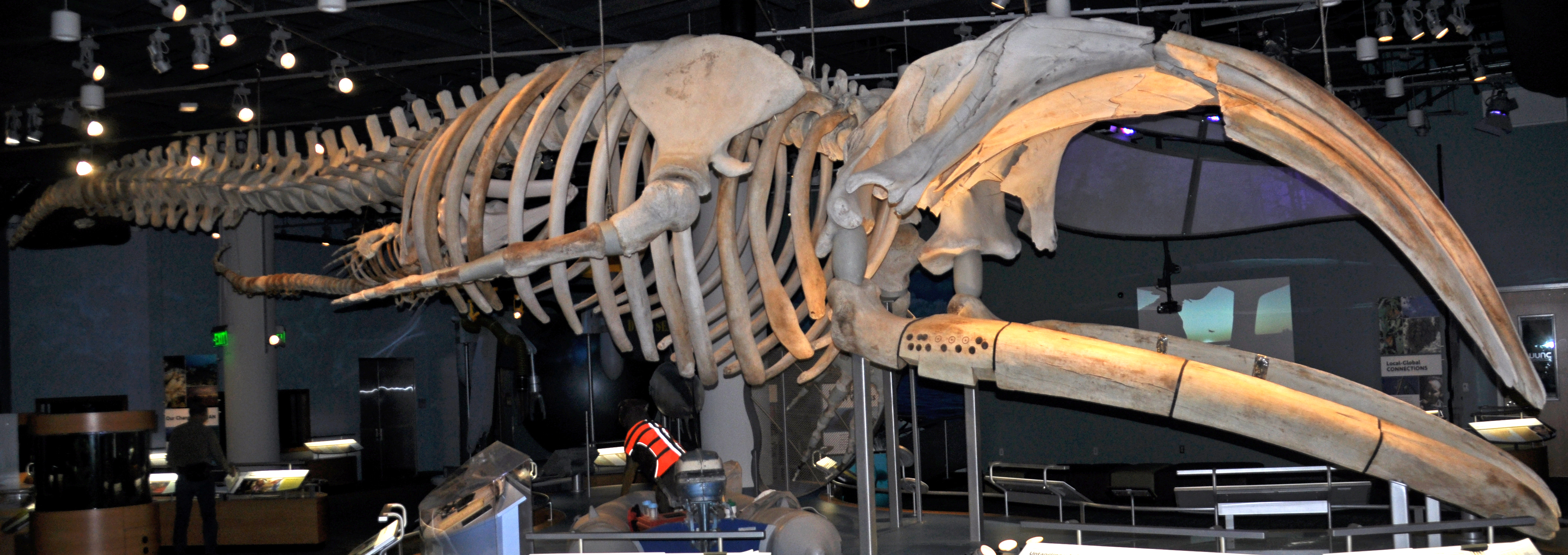
Skelet

De noordkaper is een voornamelijk zwarte walvis waarbij het hoofd ongeveer 1/4 van het lichaam inneemt. Mannetjes worden tussen 14,9 en 16,4 meter lang, vrouwtjes tussen 15,5 en 18,3 meter. Pasgeboren kalveren zijn 4,5 tot 6 meter lang. Noordkapers kunnen tot zo'n 90.000 kg wegen, pasgeboren kalfjes wegen zo'n 910 kg. Het grootste exemplaar dat ooit gevonden is, was 18 meter lang en woog ruim 117.000 kg. Ze worden zo'n 70 jaar oud en krijgen hun eerste kalf rond 9-10 jaar. De dracht duurt ongeveer een jaar. Na een jaar wordt het jong gespeend.
De kop heeft kleine aangroeisels die bezet worden door zeepokken. Hierdoor lijken ze bedekt met gele, oranje of roze vlekken. Aan de hand van de grootste vlekken, die uniek zijn per exemplaar en zich rond de punt van de onderkaak en boven de ogen bevinden, kunnen de individuele dieren herkend worden.
Noordkapers hebben geen rugvin. Hun borstvinnen zijn breed en hebben de vorm van een spatel. De staartvin is breed met een diepe inkeping in het midden. Deze vin heeft scherpe punten en een gladde, holle achterrand. De eigenaardig gebogen bovenkaak bevat aan weerszijden 200 tot 270 smalle, meestal blauwzwarte (soms witte) baleinplaten, die 3 meter lang kunnen worden.

## Gedrag
Als vrouwtjes willen paren, zullen ze mannetjes roepen en op hun rug gaan liggen. Mannetjes worstelen zich een weg om bij het vrouwtje, dat het de mannetjes niet gemakkelijk maakt, te blijven en proberen te copuleren als het vrouwtje lucht probeert te happen. Dit gedrag kan uren duren.
Mannetjes zijn voorzien van een penis die meters lang is en hebben testikels die een ton wegen. Hiermee produceren ze een stortvloed aan sperma waarmee ze dat van hun eventuele voorgangers wegspoelen. Aangezien vrouwtjes met meerdere mannetjes paren is het dus nooit zeker wie de vader van hun kalf is.
Naast de rituelen tijdens de paring, rolt de noordkaper ook af en toe door het water of schiet hij door het wateroppervlak.

## Bedreigingen
De noordkaper in het westen werd tussen de 16de eeuw en 1935 bejaagd, tot de soort tot zo'n 300 exemplaren werd gedecimeerd. Nu is hij beschermd. Zijn grootste bedreiging bestaat uit aanvaringen en verstrikking in visnetten. Naar schatting kwam 72% van de populatie eens in problemen met visnetten. Zowel de Verenigde Staten als Canada doen pogingen om de walvissen hiertegen te beschermen.
De oostelijke populatie werd al in de 11de eeuw bejaagd. De laatste grote afslachting dateert van 1881 tot 1924. Het is onduidelijk of exemplaren van de oostelijke variant nog in leven zijn. Indien wel is hun toestand kritiek.
In 1998 werd het aantal vruchtbare vrouwtjes geschat op 70 exemplaren. Rekening houdend met enkele gemiste exemplaren, zou het totaal aantal vruchtbare exemplaren op 250 geschat kunnen worden. De oostelijke populatie is misschien zelfs uitgestorven volgens de IUCN.
Intussen lijkt de soort zich voorzichtig te herstellen. Dit verloopt echter niet gemakkelijk omdat vrouwtjes gemiddeld maar om de 3,2 jaar een jong krijgen. Ook andere factoren spelen hierin mee, zoals genetische factoren, ondervoeding, chemische verontreiniging, biotoxines en ziektes.